# Ambia bolusalis
Ambia bolusalis là một loài bướm đêm trong họ Crambidae.